# Франциск Сіґньо
Франциск Сіґньо (лат. Franciscus Signio) - львівський міщанин італійського походження, райця та бурмистр міста (1773, 1775). Останній  війт Львова (1786).

Назва львівської місцевості Сигнівка походить від роду Сіґньо, які колись там мали маєток.